# Seeschlacht bei Kap Spada
Die Seeschlacht bei Kap Spada fand am 19. Juli 1940 zwischen alliierten und italienischen Seestreitkräften im östlichen Mittelmeer vor Kap Spada statt, das im Nordwesten von Kreta liegt.

## Hintergrund
Zu der Seeschlacht kam es, als ein alliierter Verband, der in der Ägäis kreuzte, auf zwei italienische Leichte Kreuzer traf, die von Tripolis nach Leros im Dodekanes, das italienische Kolonie war, verlegten.
Der alliierte Verband wurde von dem australischen Captain John Collins, der später bis zum Admiral aufstieg, an Bord des ebenfalls australischen Kreuzers HMAS Sydney befehligt, während der italienische Kommandeur Konteradmiral Ferdinando Casardi sich auf dem Flaggschiff der 2. Kreuzer-Division Giovanni delle Bande Nere befand. Letztere bestand aus zwei Leichten Kreuzern, die auf hohe Geschwindigkeit ausgelegt waren, jedoch nur eine leichte Panzerung aufwiesen.

## Gefechtsverlauf
Als es gegen 7:30 Uhr zur ersten Gefechtsberührung zwischen den italienischen Leichten Kreuzern und britischen Zerstörern kam, stand der Leichte Kreuzer Sydney mit dem Zerstörer Havock etwa 40 sm nördlich. Der alliierte Verband lief sofort nach Norden ab, um den Gegner auf Collins’ Flaggschiff Sydney zu ziehen. Nachdem der Leichte Kreuzer, der die gegnerischen Schiffe wenige Minuten zuvor gesichtet hatte, um 8:29 Uhr das Feuer eröffnet hatte, drehten die italienischen Kreuzer sogleich nach Südwesten ab.
Während des folgenden Schusswechsels wurde die Bartolomeo Colleoni mehrfach von der Sydney schwer getroffen. Nachdem gegen 9:23 Uhr durch einen Zufallstreffer das Ruder getroffen worden war, blieb der Kreuzer manövrierunfähig liegen. Das zwar weiter feuernde, jedoch nicht mehr steuerbare Schiff wurde um 9:59 Uhr durch Torpedos der Zerstörer Hyperion und Ilex versenkt.
Die Alliierten brachen den Kampf sodann ab, weil die Munition auf ihren Schiffen knapp wurde. Die Giovanni dalle Bande Nere kehrte nach Bengasi zurück. Von der Bartolomeo Colleoni wurden 555 Mann gerettet, 121 gingen mit dem Schiff unter.

## Beteiligte Schiffe
Folgende Schiffe waren an dem Seegefecht bei Kap Spada beteiligt.
| Typ              | Name     | Schiffsklasse  | Nennenswerte Besatzungsmitglieder | Status            |
| ---------------- | -------- | -------------- | --------------------------------- | ----------------- |
| Leichter Kreuzer | Sydney   | Leander-Klasse | Kommandant: John Collins          | leicht beschädigt |
| Zerstörer        | Hasty    | H-Klasse       |                                   |                   |
| Zerstörer        | Havock   | H-Klasse       |                                   | beschädigt        |
| Zerstörer        | Hero     | H-Klasse       |                                   |                   |
| Zerstörer        | Hyperion | H-Klasse       |                                   |                   |
| Zerstörer        | Ilex     | I-Klasse       |                                   |                   |

| Typ              | Name                      | Schiffsklasse              | Nennenswerte Besatzungsmitglieder | Status   |
| ---------------- | ------------------------- | -------------------------- | --------------------------------- | -------- |
| Leichter Kreuzer | Giovanni delle Bande Nere | Alberto-di-Giussano-Klasse | Befehlshaber: Ferdinando Casardi  |          |
| Leichter Kreuzer | Bartolomeo Colleoni       | Alberto-di-Giussano-Klasse |                                   | versenkt |